# Alkmaar
Alkmaar je město ležící v Nizozemsku, v oblasti Severní Holandsko. Nachází se asi 35 km od Amsterdamu a 10 km od pobřeží Severního moře. Žije zde přibližně 110 tisíc obyvatel.

## Historie
Již v 11. století se připomíná zdejší kostel ve farnosti Heiloo, sídlo obchodníků a zemědělců. V roce 1254 udělil nizozemský hrabě Vilém II. Alkmaaru městská práva. V roce 1573 se město stalo symbolem nizozemského boje za svobodu pod heslem Alcmaria victrix (Alkmaar vítězný), které se dostalo do městského znaku jako devisa. Když Španělé během osmdesátileté války dobyli Haarlem, oblehli také Alkmaar, ale museli se 8. října 1573 vzdát. Počátkem 17. století trpěl Alkmaar náboženskými spory mezi různými frakcemi protestantů.

## Památky

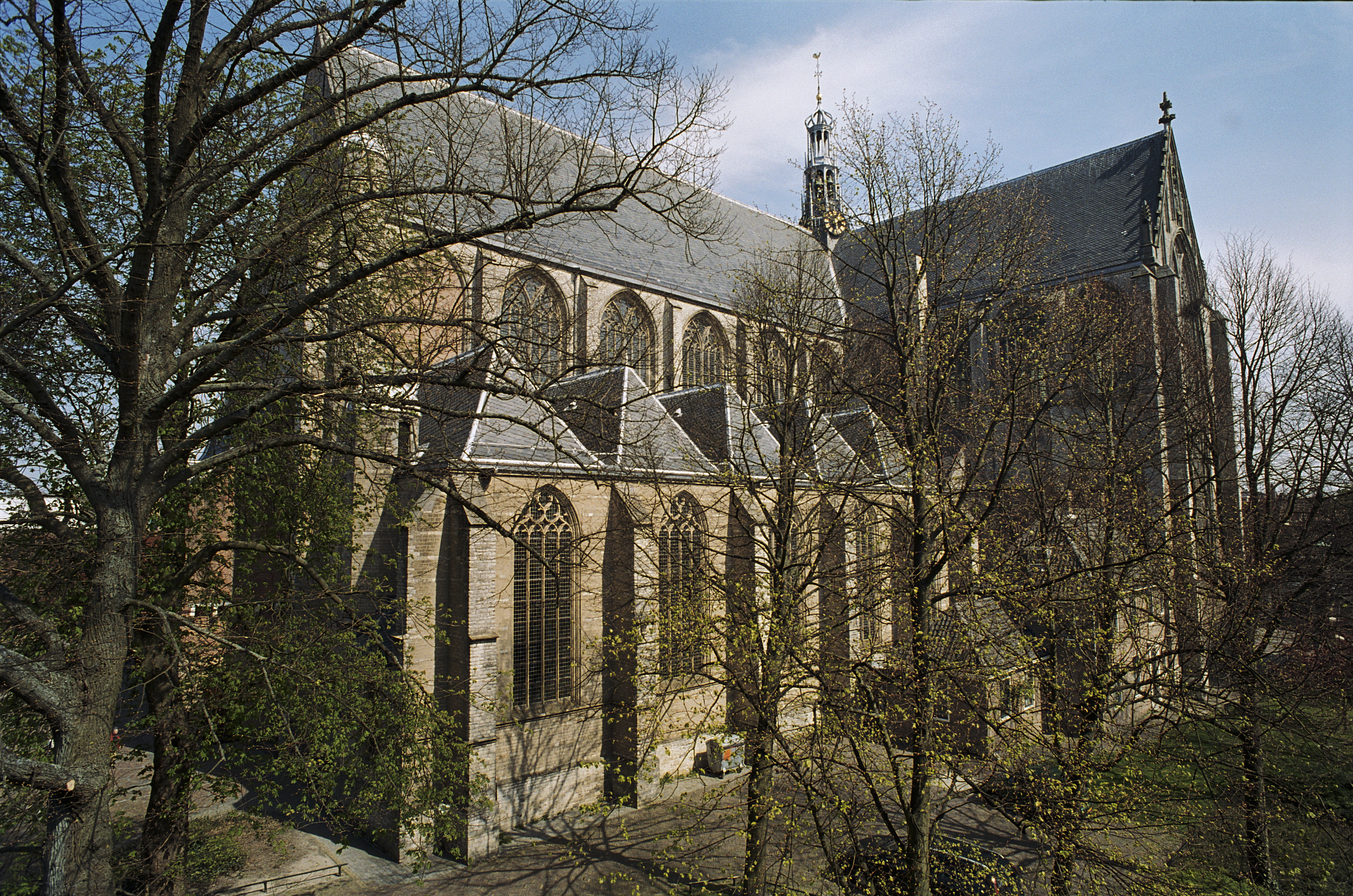
Kostel sv. Vavřince

- Kostel sv. Vavřince (Grote of Sint-Laurenskerk), v ulici De Laat; trojlodní bazilika ve stylu brabantské pozdní gotiky byla vystavěná v letech 1470-1518; vzácný křídlový oltář s výjevem Posledního soudu z roku 1518 vytvořil malíř Jacob Cornelisz van Oostsanen (nyní přenesen do Rijksmusea v Amsterdamu; chrám byl v roce 1573 proměněn na protestantský; má dvoje varhany, hlavní pocházejí z let 1639–1646 a sestrojil je varhanář Galtus van Hagerbeer; ve věži je zvonkohra (carillon) se šestnácti zvonky, kterou v 17. století sestavil mistr Melchior de Haze; interiér slouží svatebním obřadům a koncertům
- Renesanční budova radnice s věží
- řadové měšťanské domy středověkého původu tvoří jádro starého města
- Větrné mlýny, jeden blízko centra města
- Kanály, zbudované od 16. století, dodnes slouží k odvodňování území

## Muzea
- Beatles Museum – na památku faktu, že první kytara Johna Lennona byla vyrobena v Alkmaaru
- Holandské muzeum sýrů – v historickém domě váhy
- Národní muzeum piva "De Boom"
- Op Art muzeum
- Městské muzeum – především historické sbírky

## Trh sýrů

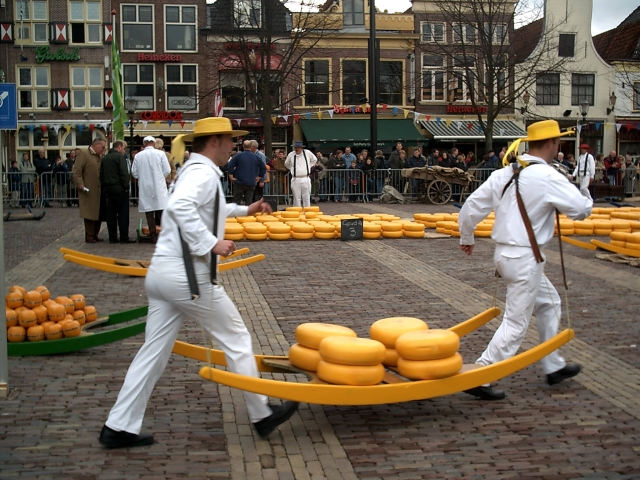
Alkmaarský trh sýrů

Každý pátek v sezóně od dubna do září se na Alkmaarském náměstí konají tradiční sýrové trhy. Bochníky sýrů (Eidam a Gouda) se přinášejí v historických nosítkách. Prodejci mají tradiční kostýmy a slaměné klobouky. Sýry se váží, porcují, ochutnávají a prodávají.

## Sport
Ve městě sídlí fotbalový klub AZ Alkmaar (Alkmaar Zaanstreek), který si dal roku 2006 postavit stadión pro 17 tisíc diváků. Konají se zde také závody v silniční cyklistice, v roce 2019 byl Alkmaar dějištěm Mistrovství Evropy v silniční cyklistice.

## Osobnosti města
- Petrus Forestus (1521–1597), nizozemský lékař
- Willem Blaeu (1571–1638), nizozemský kartograf, autor zeměpisného atlasu
- Cornelius Drebbel (1572–1633), nizozemský mechanik, alchymista a vynálezce první ovladatelné ponorky
- Yvonne Haková (* 1986), atletka, běžkyně na 800 metrů

## Partnerská města
- Bath, Velká Británie
- Bergama, Turecko
- Darmstadt, Německo
- Tata, Maďarsko
- Troyes, Francie

## Galerie

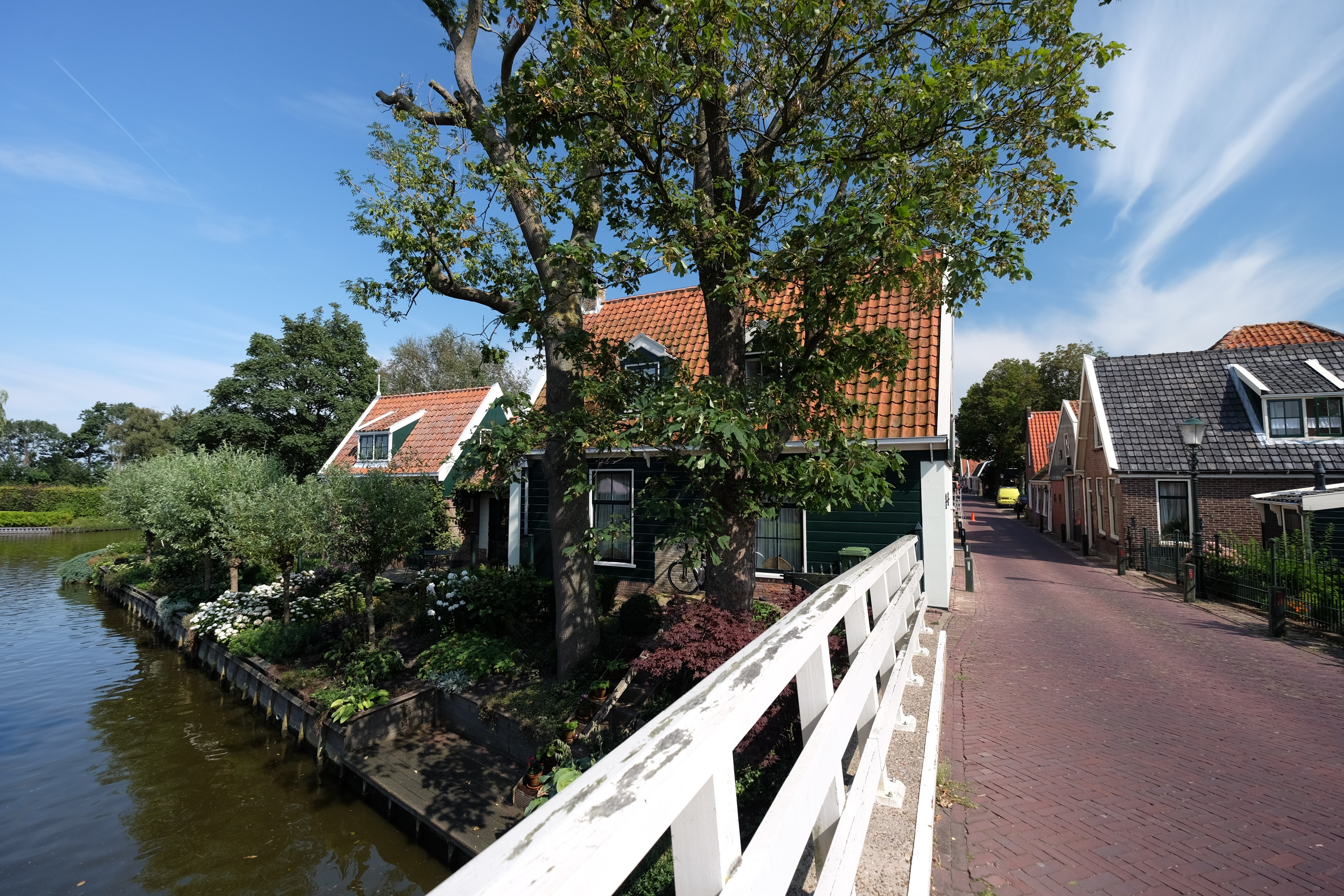
De Rijp
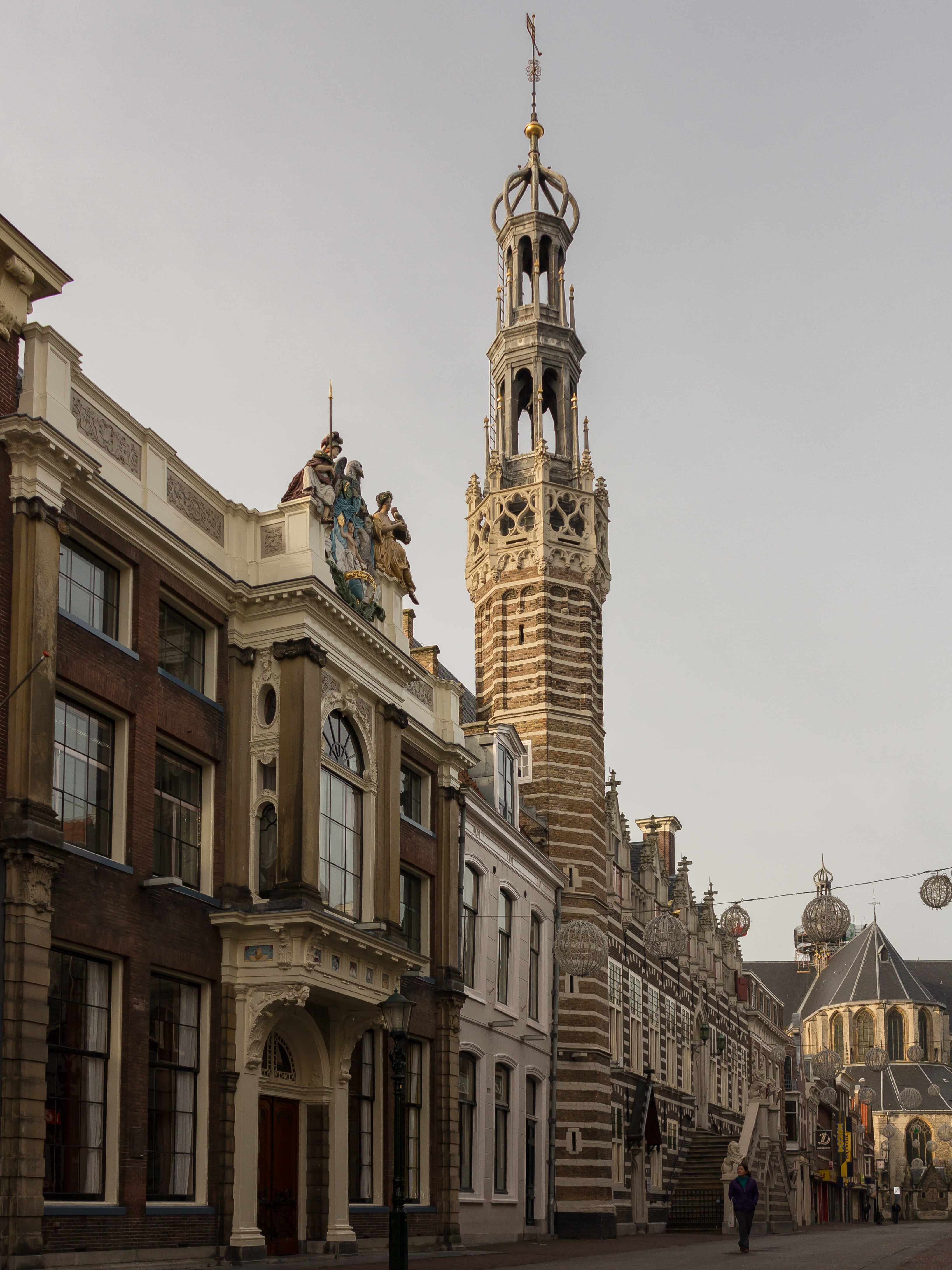
Věž radnice
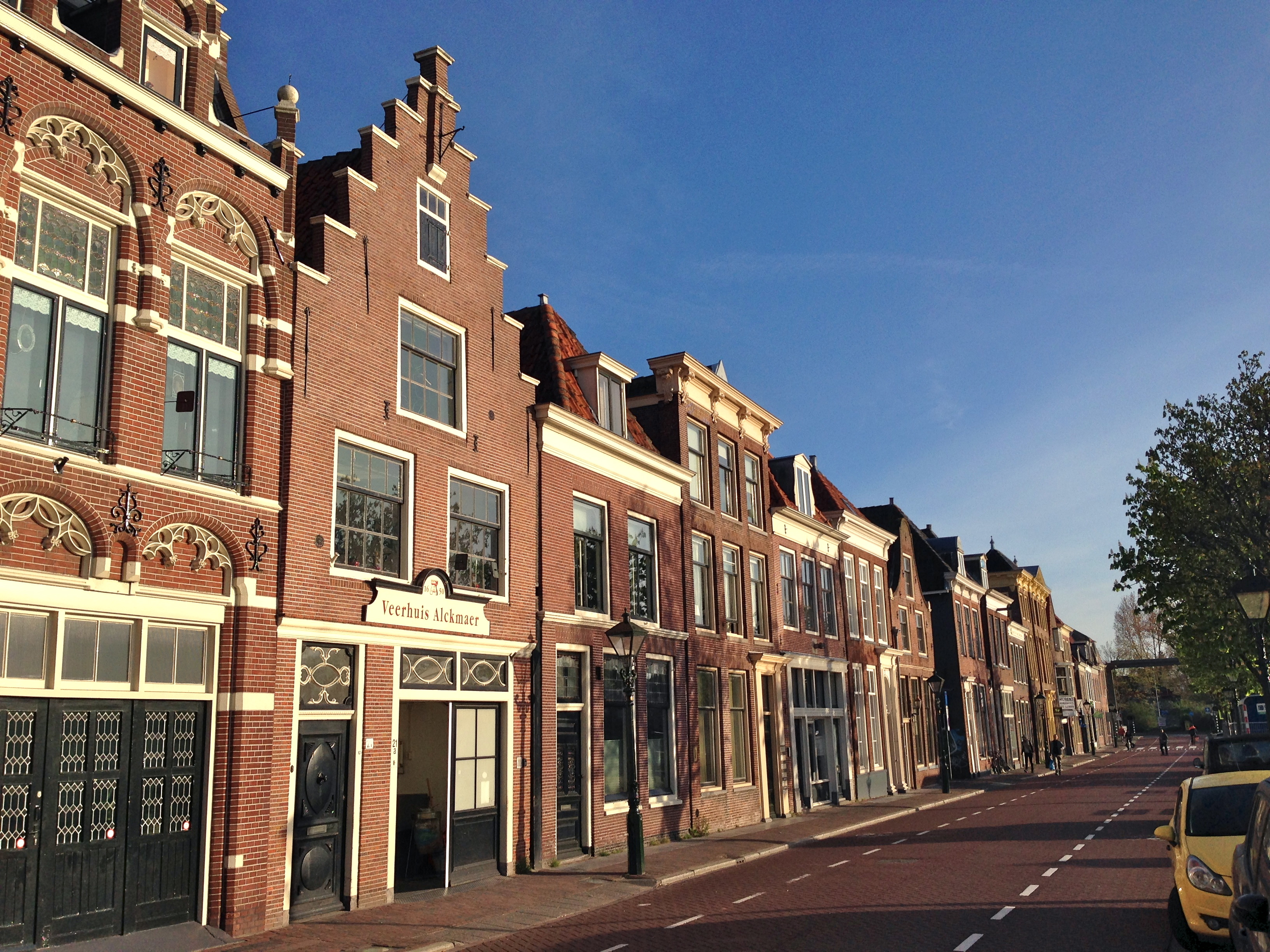
Pivnice v ulici Kennemerstraat
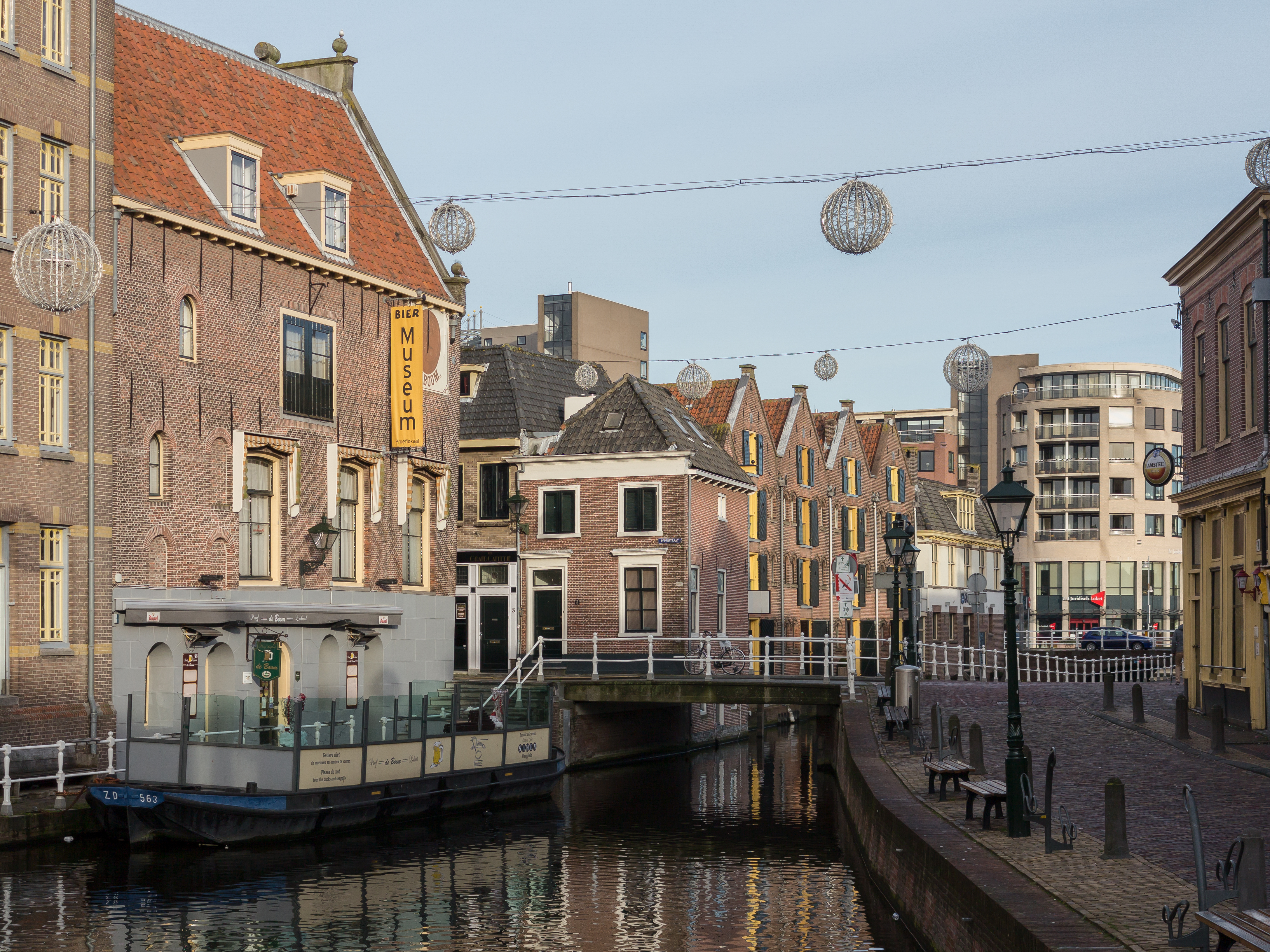
Kanál De Mient
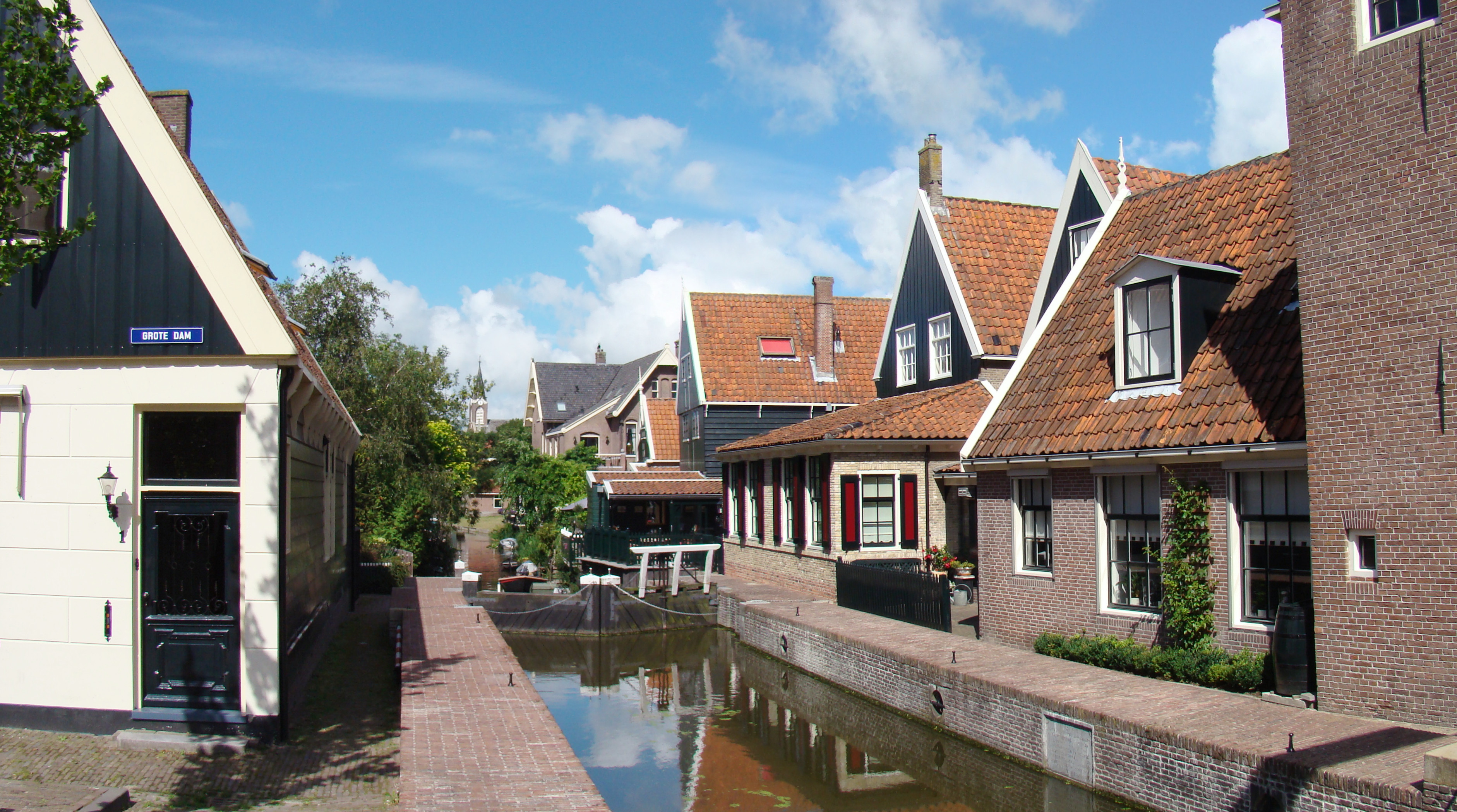
Kanál Grote Dam
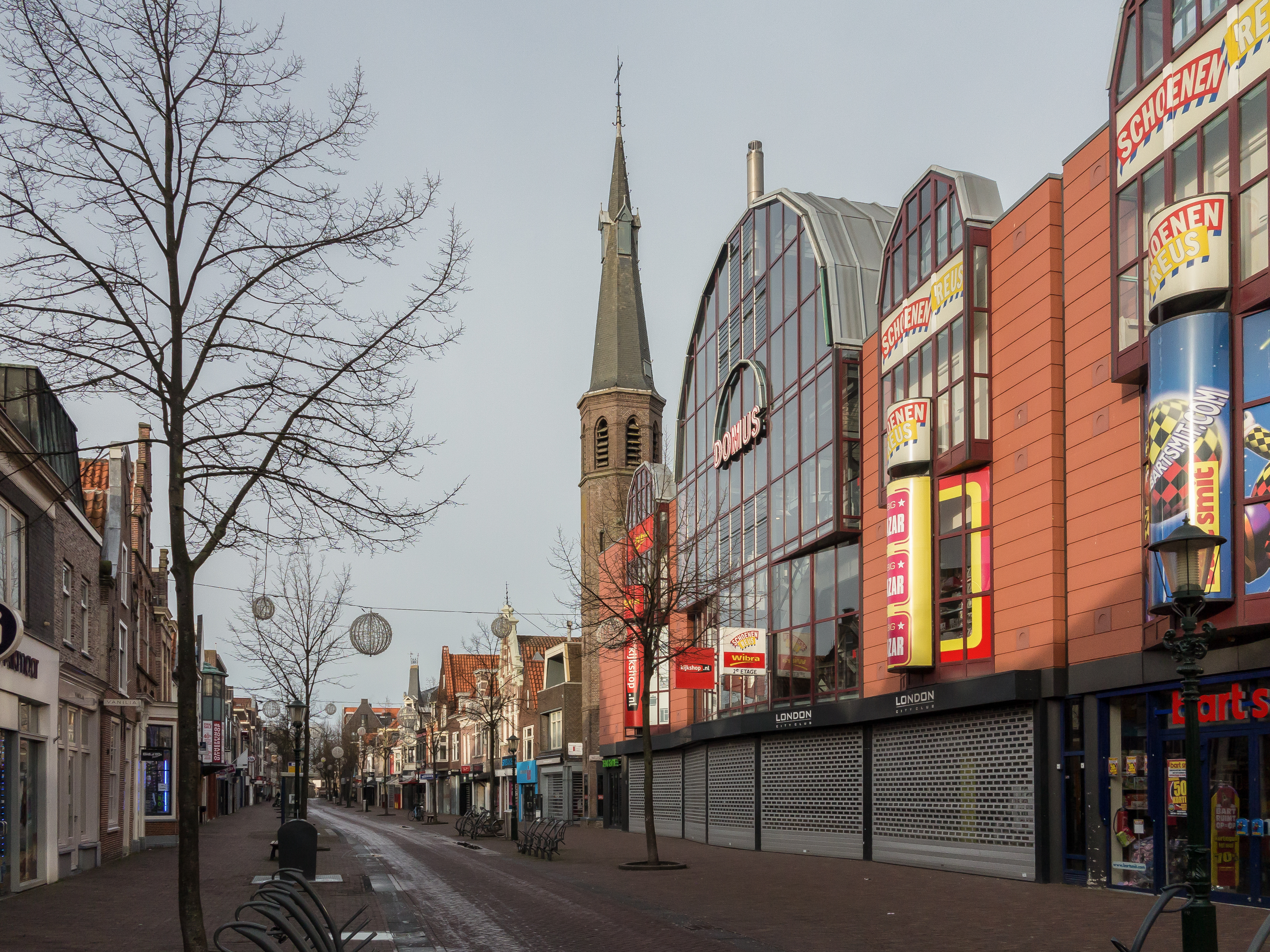
Ulice De Laat s kostelem
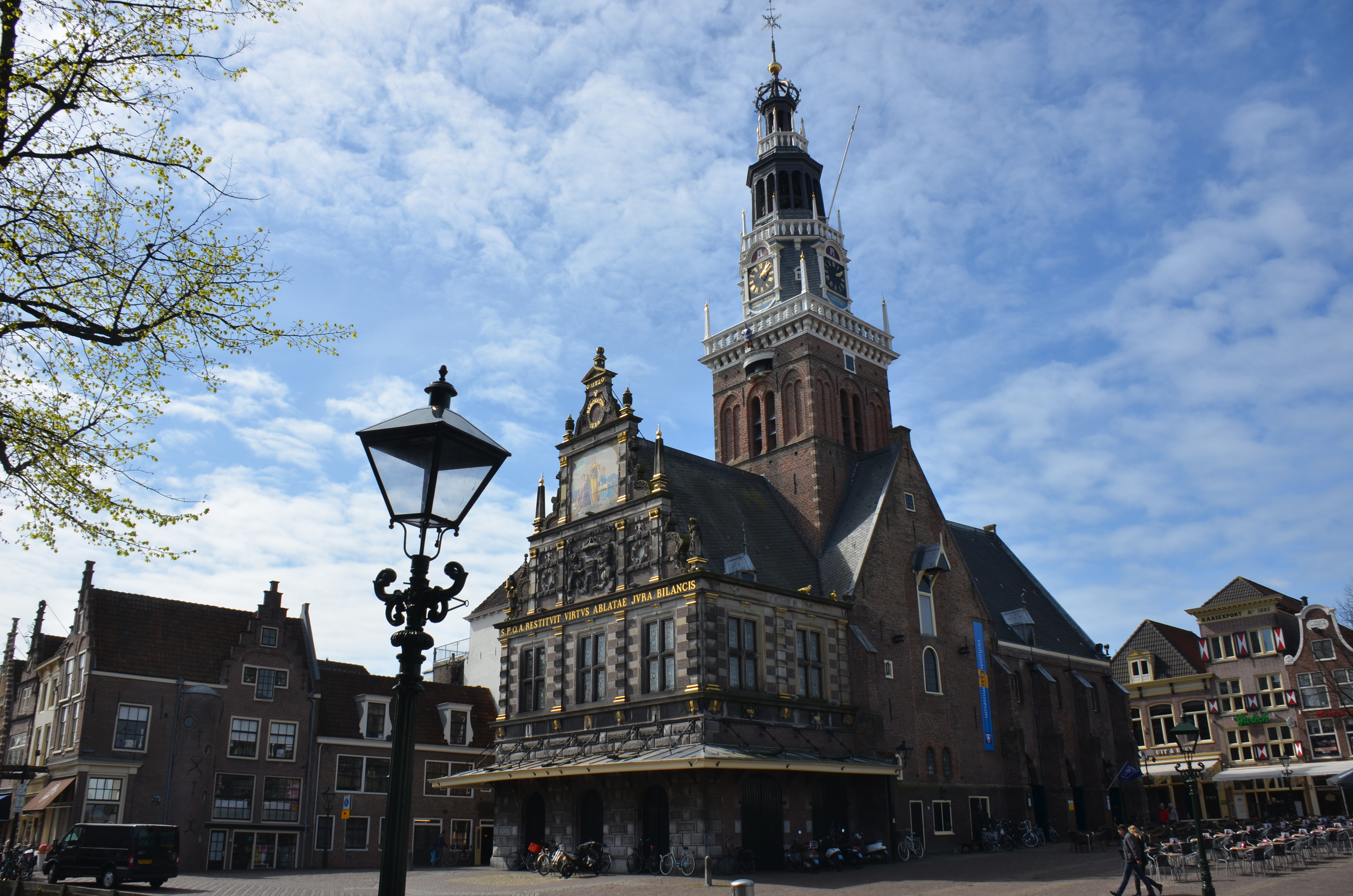
Dům váhy - muzeum sýrů